# 하 수상
하 수상(영어: HA SUSANG)은 이기현, 임정우, 선미킴, 유홍, 민경환으로 구성된 대한민국의 5인조 블루스 음악 그룹이다.
밴드명 하 수상은 몹시(아주) 수상하다라는 순 한국말로 조선 인조 시기 문신 김상헌의 시조 가노라 삼각산아의 한 구절을 따서 지었다.
하 수상이 추구하는 음악 장르는 블루스이고, 블루스를 기반으로 록, 포크, 컨트리, 팝 등을 접목한 다양한 음악을 구사하며 기존 블루스 스케일에 여러 장르를 혼합하여 그들의 뜻에 따라 네오팝블루스 장르라고 명한다.

## 구성원
- 이기현 (보컬 & 키보드, 1982년 7월 24일생)
- 임정우 (보컬 & 기타, 1983년 2월 17일생)
- 선미킴 (보컬 & 기타, 1984년 4월 17일생)
- 유홍 (드럼)
- 민경환 (베이스, 1984년 7월 22일생)

## 이전 구성원
- 공욱군 - 드럼
- 김택형 (1984년 8월 14일생) - 드럼 (2012 ~ 2013년)

## 이력

### 2012-2015
- 2012년 하 수상의 전신인 그룹 FUN의 이기현과 임정우를 필두로 선미킴, 민경환, 김택형이 합류하여 블루스밴드 하 수상을 결성
- 2012년 8월 데뷔 싱글 《시절이 하 수상하니》 발매
- 2012년 10월 드러머 김택형 유학으로 인한 탈퇴 (이후 고중원, 이혜림, 임희창 등이 객원 드러머로 활동)
- 2013년 5월 베이시스트 민경환 개인적인 사정으로 탈퇴, 이후 3인조 체제로 전환 (이후 민경환은 객원 베이시스트로 활동)
- 2014년 8월 노리터플레이스에서 개최된 엠피아엔터테인먼트 레이블 콘서트 참여
- 2014년 9월 싱글 《선리 가는 길》 발매
- 2014년 9월 일본 가나자와 재즈스트리트 (일본어: 金沢ジャズストリート) 2014 참가[2] 및 도쿄클럽 투어
- 2014년 10월 정규 앨범 《내 마음에 노을 질 때》 발매
- 2014년 10월 원예예술촌 가을콘서트 장미여관 오프닝 스테이지
- 2014년 12월 하 수상+정흠밴드 전국투어 콘서트 - 서울, 광주, 대구, 부산
- 2015년 같은 소속사인 정흠밴드와 매달 한 곡을 두가지 버전으로 발매하는 콜라보레이션 프로젝트 진행[3]
- 2015년 1월 디지털 싱글 《For My Bebe》 (정흠밴드 원곡) 발매
- 2015년 3월 디지털 싱글 《운수 좋은 날》 발매
- 2015년 4월 음원 유통사 YDCT의 대표 잠적 및 정산 문제로 인한 잠정적 음반 발매 중단[4]
- 2015년 5월 나루 라이브 페스티벌 참가
- 2015년 5월 남해정원예술제 폐막식 연규성 오프닝 스테이지
- 2015년 7월 디지털 싱글 《여름밤 소나기》 (정흠밴드 원곡) 발매
- 2015년 7월 이기현이 정흠밴드 객원 피아니스트로 일본 니가타-재즈스트리트 (일본어: 新潟ジャズストリートリンク) 초청공연[5]
- 2015년 8월 KT&G 상상마당에서 개최된 나다뮤직페스티벌 크라잉 넛, 마리서사와 함께 참가
- 2015년 9월 디지털 싱글 《잘가게 오늘 하루도》 발매
- 2015년 10월 라이브클럽데이 뉴 아티스트 선정
- 2015년 11월 팔로알토가 랩 피쳐링으로 참여한 디지털 싱글 《매소》(賣笑) 발매
- 2015년 11월 CJ문화재단 튠업 16기 본선 및 결선진출[6]

## 음반 목록[7]

### 정규 음반
1. 《내 마음에 노을 질 때》 (2014년 10월 1일)

### 싱글 음반
- 《시절이 하 수상하니》 (2012년 8월 30일)
- 《선리 가는 길》 (2014년 9월 2일)
- For My Bebe (2015년 1월 23일) 정민경 작사/ 정민경, 황명흠 작곡/ 임정우, 이기현, 선미킴 편곡
- 운수 좋은 날 (2015년 3월 2일) 임정우 작사/작곡/ 임정우, 이기현, 선미킴 편곡
- 여름밤 소나기 (2015년 7월 6일) 정민경, 임정우 작사/ 정민경, 황명흠 작곡/ 이기현 편곡
- 잘가게 오늘 하루도 (2015년 9월 9일) 임정우 작사/작곡/ 임정우, [이기현_(음악가)|이기현]], 선미킴 편곡
- 매소 (Feat. 팔로알토) (2015년 11월 6일) 임정우, 이기현, 선미킴 작사/작곡/편곡